# Sabine Völker
Sabine Völker (Erfurt, 11 maggio 1973) è un'ex pattinatrice di velocità su ghiaccio tedesca.

## Palmarès

### Olimpiadi
- Oro a Torino 2006 nell'inseguimento a squadre.
- Argento a Salt Lake City 2002 nei 1500 metri.
- Argento a Salt Lake City 2002 nei 1000 metri.
- Bronzo a Salt Lake City 2002 nei 2x500 metri.

### Mondiali - Distanza singola
- Oro a Inzell 2007 nell'inseguimento a squadre.
- Argento a Varsavia 1997 nei 2x500 metri.
- Argento a Salt Lake City 2001 nei 1000 metri.

### Mondiali - Sprint
- Argento a Berlino 1998.
- Bronzo a Calgary 1999.
- Bronzo a Salt Lake City 2005.